# Vezzani
Vezzani es una comuna y población de Francia, en la región de Córcega, departamento de Alta Córcega.
Su población en el censo de 2021 era de 268 habitantes.